# Сандал, Джелал
Джелал Сандал (тур. Celal Sandal; 20 апреля 1942, Кайсери — 12 декабря 2006, Анкара) — турецкий боксёр, представитель средних и полусредних весовых категорий. Выступал за сборную Турции по боксу в середине 1960-х — начале 1970-х годов, бронзовый призёр чемпионата Европы, чемпион Средиземноморских игр, победитель и призёр турниров международного значения, участник летних Олимпийских игр в Мехико.

## Биография
Джелал Сандал родился 20 апреля 1942 года в городе Кайсери, Турция. Начал заниматься боксом в возрасте 17 лет, проходил подготовку в местном боксёрском клубе «Эрджиесспор».
Дебютировал на международной арене в сезоне 1965 года, когда вошёл в основной состав турецкой национальной сборной и выступил на чемпионате Европы в Восточном Берлине — был остановлен здесь уже на предварительном этапе первой полусредней весовой категории.
В 1966 году поднялся в полусредний вес и стал серебряным призёром чемпионата Балкан в Белграде.
Одержал победу на домашнем балканском первенстве 1967 года в Стамбуле, получил серебро на Средиземноморских играх в Тунисе, тогда как на европейском первенстве в Риме попасть в число призёров не смог, на стадии четвертьфиналов проиграл олимпийскому чемпиону из Чехословакии Богумилу Немечеку.
Благодаря череде удачных выступлений удостоился права защищать честь страны на летних Олимпийских играх 1968 года в Мехико — в категории до 67 кг благополучно прошёл первых двоих соперников по турнирной сетке, но в третьем четвертьфинальном бою со счётом 1:4 потерпел поражение от представителя ГДР Манфреда Вольке.
После Олимпиады Сандал остался в составе боксёрской команды Турции и продолжил принимать участие в крупнейших международных турнирах. Так, в 1969 году он выступил на чемпионате Европы в Бухаресте, где на стадии четвертьфиналов полулёгкого веса был побеждён советским боксёром Владимиром Мусалимовым.
В 1970 году одержал победу на чемпионате Турции в зачёте первой средней весовой категории. Был лучшим на чемпионате Балкан в Варне.
В 1971 году завоевал золотую медаль на домашних Средиземноморских играх в Измире. Добавил в послужной список золотую награду, полученную на балканском первенстве в Титограде. Стал бронзовым призёром европейского чемпионата в Мадриде, проиграв в полуфинале венгру Яношу Кайди.
Последний раз показал сколько-нибудь значимый результат на международном уровне в сезоне 1972 года, когда выиграл домашний чемпионат Балкан в Анкаре.
Умер от рака 12 декабря 2006 года в Анкаре в возрасте 64 лет.